# ایستگاه متروی تیدون بویز
ایستگاه تیدون بویز یک ایستگاه از خط مرکزی و از خطوط متروی لندن است؛ که در منطقه تیدون بویز قرار دارد و در ۲۵ سپتامبر ۱۹۴۹ افتتاح شده است.

## نگارخانه

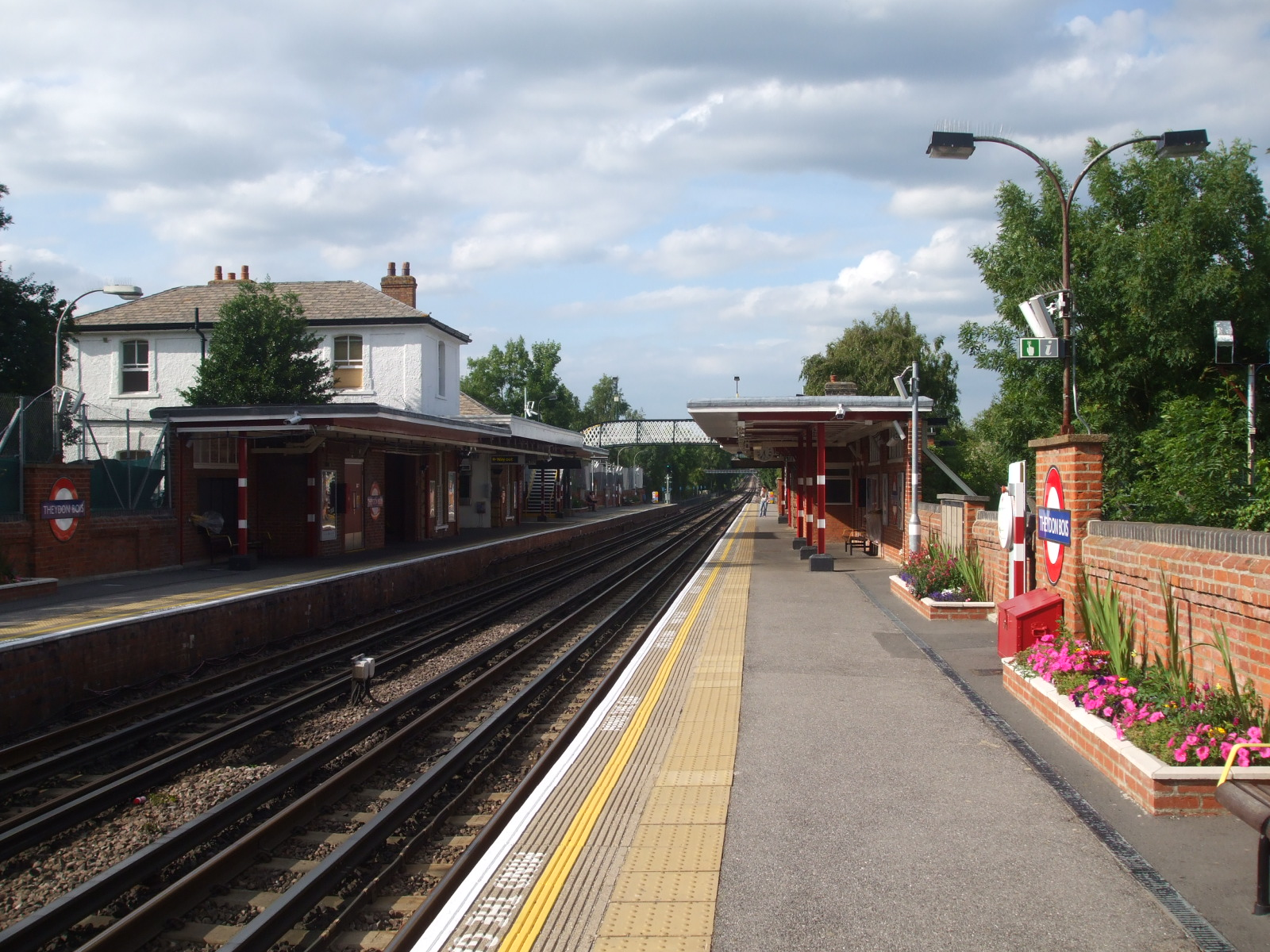
Looking north ('eastbound') towards Epping
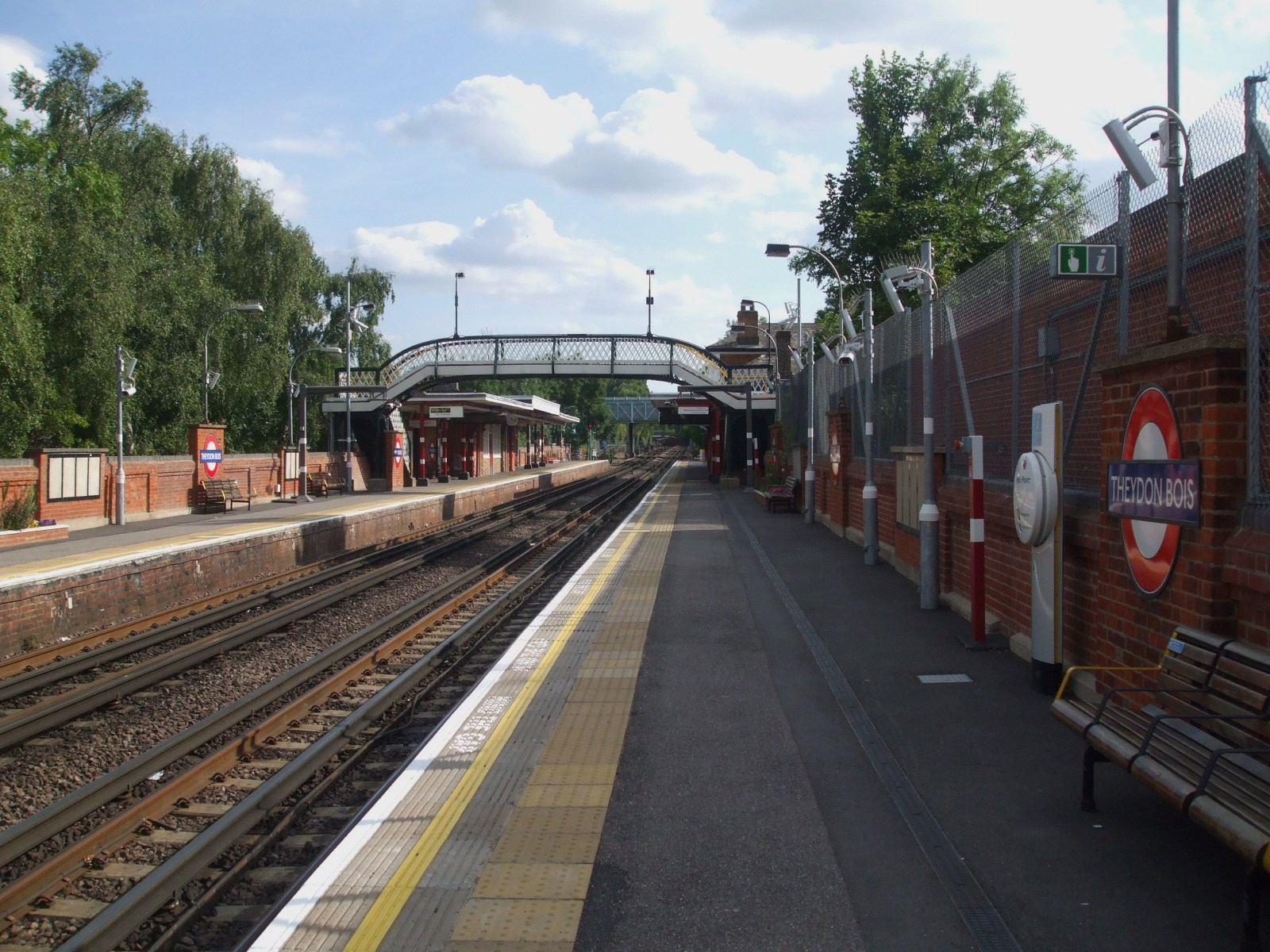
Looking south ('westbound') towards London
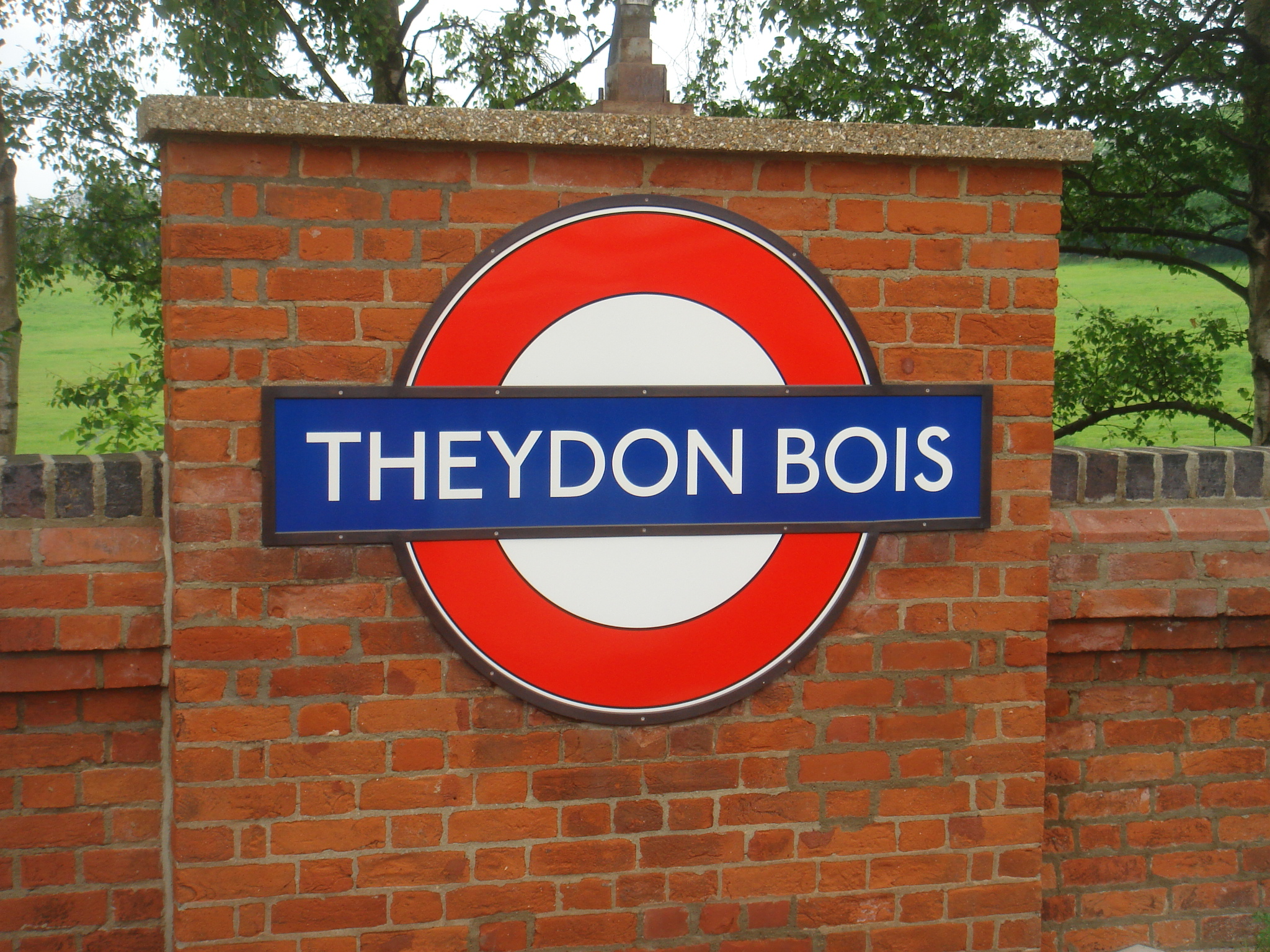
Theydon Bois roundel

1. 1 2 3 4  "Multi-year station entry-and-exit figures" (XLS). London Underground station passenger usage data. Transport for London. June 2015. Retrieved 20 June 2015.